# Ritter Sport
 Der er for få eller ingen kildehenvisninger i denne artikel, hvilket er et problem. Du kan hjælpe ved at angive troværdige kilder til de påstande, som fremføres i artiklen.

Rittersport er en tysk chokoladebar i kvadratisk form. Deres motto er "kvadratisk, praktisk, god" (tysk: quadratisch, praktisch, gut). Firmaet bag chokoladen hedder Alfred Ritter GmbH & Co. KG og ligger i Waldenbuch, Baden-Württemberg.
Rittersport findes i den oprindelige 100 grams plade, i små kvadratiske "bidder" samt i den nyeste form 250 g.

## Historie
I 1912 etablerede Alfred Ritter og hans kone Clara en lille butik i Bad Cannstatt ved Stuttgart med chokolade. Kort efter oprettede de selskabet ALRIKA (Alfred Ritter Cannstatt).
I 1932 opfandt Clara Ritter den første chokoladekvadrat, som i starten hed "Sport Schokolade". Med 2. verdenskrigs frembrud forringedes chokoladeproduktionens vilkår, og i 1940 indstilledes produktionen på ALRIKA helt. Rittersport blev dog igen en produktionsvare, da firmaet genstartede produktionen i 1946.
Alfred Ritter døde i 1952 og Clara syv år senere. Herefter overtog sønnen Alfred Otto Ritter firmaet. 
Alfred har vundet prisen 'German Founders Award' I 2019.